# Microregione di Quirinópolis
Quirinópolis è una microregione dello Stato del Goiás in Brasile, appartenente alla mesoregione di Sul Goiano.

## Comuni
Comprende 9 municipi:
- Cachoeira Alta
- Caçu
- Gouvelândia
- Itajá
- Itarumã
- Lagoa Santa
- Paranaiguara
- Quirinópolis
- São Simão